# Amoklauf
Pour plus de détails, voir Fiche technique et Distribution.
Amoklauf (en français : tuerie ou folie meurtrière) est un film allemand réalisé par Uwe Boll, sorti en 1994.

## Synopsis
Ce film raconte l'histoire d'un homme seul, qui vit dans un isolement total. Il travaille comme serveur et passe son temps libre en regardant Face à la mort, ainsi qu'un grand nombre de films pornographiques en se masturbant, nu sur son lit. Un jour, il tue sa voisine avec un couteau ; c'est là le début de sa folie meurtrière…

## Fiche technique
- Titre : Amoklauf
- Réalisation : Uwe Boll
- Scénario : Uwe Boll
- Production : Uwe Boll
- Musique : Uwe Spies
- Pays d'origine :  Allemagne
- Genre : horreur, thriller
- Durée : 65 minutes
- Date de sortie: 13 février 1994 (Allemagne)
- interdit aux moins de 12 ans

## Distribution
- Martin Armknecht
- Christian Kahrmann : l'étudiant
- Susanne Leutenegger
- Michael Rasmussen
- Birgit Stein

## Distinctions
- Le film a été nommé pour le Prix Max Ophüls.